# Bunki (bergstopp i Island)
Bunki är en bergstopp i republiken Island. Den ligger i regionen Suðurland, 220 km öster om huvudstaden Reykjavík. Toppen på Bunki är 563 meter över havet.
Trakten runt Bunki är nära nog obefolkad, med mindre än två invånare per kvadratkilometer. Det finns inga samhällen i närheten. Trakten runt Bunki består i huvudsak av gräsmarker.